# Провинција Суруга
Суруга (јап. 駿河国) је једна од 66 историјских провинција Јапана, која је постојала од почетка 8. века (закон Таихо из 703. године) до Мејџи реформи у другој половини 19. века. Провинција се налазила на обали Пацифика, у средњем делу острва Хоншу, у области Токаидо. Суруга се граничила са провинцијом Тотоми на западу и провинцијама Шинано и Каи на северу. Са истока се граничила са провинцијама Сагами и Изуна, док се на југу отварала у залив Суруга у Тихом океану.
Царским декретом од 29. августа 1871. све постојеће провинције замењене су префектурама.Територија Суруге одговара централном делу данашње префектуре Шизуока.